# Conocephalus doryphorus
Conocephalus doryphorus är en insektsart som först beskrevs av Heinrich Hugo Karny 1907.  Conocephalus doryphorus ingår i släktet Conocephalus och familjen vårtbitare. Inga underarter finns listade i Catalogue of Life.